# Autostrada A503 (Belgia)
Autostrada belgiană A503 este o autostradă scurtă situată în partea de sud a orașului Charleroi. Autostrada asigură legătura cu centura de ocolire interioară și cea exterioră începând de la Avenue Eugène Mascaux din Marcinelle. Numerotarea continuă traseul autostrăzilor A7, A54 și centura de ocolire interioară.
Această arteră dispune de câte două benzi de circulație pe fiecare sens, separate printr-un spațiu median.

## Traseu
| Descrierea traseului            |                                                                                              |         |
| A503                            |                                                                                              |         |
| Charleroi-Sud (Porte de France) | Nod rutier între R9 și A503: Bruxelles, Charleroi, Montignies-sur-Sambre.                    | R9 E420 |
| 31 - Marcinelle-Centre          | Orașe deservite: Marcinelle, Mont-sur-Marchienne (nod rutier parțial).                       |         |
| 32 - Marcinelle-Sud             | Orașe deservite: Marcinelle, Marchienne-au-Pont (nod rutier parțial).                        | N578    |
| 33 - Mont-sur-Marchienne        | Orașe deservite: Marcinelle, Charleroi-Vilette (nod rutier parțial).                         | N578    |
| Marcinelle                      | Nod rutier între R3 și A503: Mons, Fontaine-l'Évêque, Beaumont; Liège, Namur, Philippeville. | R3      |
| A503                            |                                                                                              |         |
|                                 | Orașe deservite:                                                                             | N577    |